# Louis d'Auvigny

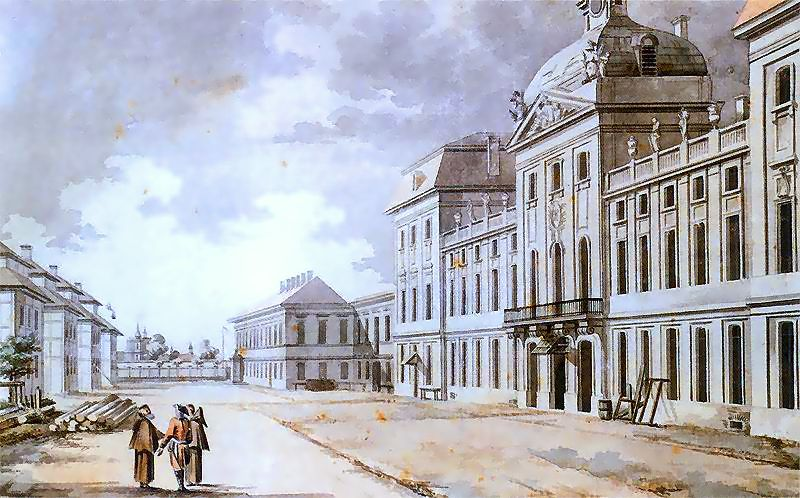
Académie du corps des cadets de la noblesse, où Louis d'Auvigny a enseigné la danse des cadets polonais en 1774-1794 (Aquarelle du Zygmunt Vogel, 1785)

Louis-Aimé d'Auvigny (avec plusieurs variantes) est un danseur, maître de ballet, chorégraphe et professeur de danse français, né à Paris vers 1738 et mort à Tulczyn (Pologne, maintenant en Ukraine) après 1795.

## Biographie
Il est probable qu'il était le fils de l'écrivain français Aymé-Jean Chabaille d'Auvigny de Morinval, connu sous le pseudonyme de Jean du Castre d'Auvigny (1712-1743), et de Louise-Élisabeth Dubus (mariés en 1737), sœur du danseur et professeur de danse Nicolas-François-Hyacinthe Dubus, dit Hyacinthe, et de deux comédiens bien connus : Gabriel-Éléonor-Hervé Dubus, dit Soli (Sauly), et Pierre-Louis Dubus, dit Préville. Louis-Aimé était le frère du prêtre Charles-Alphonse d'Auvigny (1740 - après 1791), qui devint en 1776 le dernier prieur-cure de l'église de Paray-Douaville et qui devait être liquidé par les autorités révolutionnaires.
Après avoir débuté dans le ballet de la Comédie-Italienne en 1753 (sous la direction du maître de ballet Jean-Baptiste Dehesse) et dans ballet de la Comédie-Française en 1755 (sous la direction du maître de ballet La Rivière), deux ans après Préville, d'Auvigny passe deux années à Lyon (1757-1759) où il danse avec Jean-Georges Noverre. En 1760, celui-ci l'appelle à la cour de Stuttgart et il lui confie peu à peu la responsabilité du ballet.
Le 6 mars 1764, il épouse à Stuttgart la danseuse Marie-Claudine Toscani (1746-1768), fille des comédiens italiens Giovanni Battista Toscani et Isabella Gafforia, demi-sœur de la première danseuse Luisa Toscani (vers 1740 - 1782), maîtres du prince Charles II Eugène de Wurtemberg. Ils ont deux enfants nés à Ludwigsbourg : Carl (1765-1830,) et Rosette (1767-1770).
Au départ de Noverre, en 1767, d'Auvigny sera nommé maître de ballet et le restera jusqu'à Pâques 1771. En 1770, il règle les ballets de Calliroe, tragédie en musique de Sacchini représentée au théâtre de Ludwigsbourg,.
En juillet 1772, il danse dans Les Indes galantes à Paris. Au printemps 1773, il est le maître de ballet du King's Theatre au Haymarket de Londres,. En décembre 1773, il danse à Versailles,.

## Créations scéniques
- 1757 : le Faune dans La Toilette de Venus, ou les Ruses de l’Amour (Jean-Georges Noverre), Grand-Théâtre, Lyon
- 1758 : rôle inconnu dans Les Caprices de Galatée (Jean-Georges Noverre), Grand-Théâtre, Lyon
- 1762 : le premier démon dans Psyche et l'Amour (Jean-Georges Noverre), Herzöglichestheater, Stuttgart
- 1762 : le Lutteur dans La Mort d'Hercule (Jean-Georges Noverre), Herzöglichestheater, Stuttgart
- 1762 : ambassadeur indien dans Le Feste persane (Jean-Georges Noverre), Herzöglichestheater, Stuttgart
- 1763 : la Jalousie dans Jason et Médée (Jean-Georges Noverre), Herzöglichestheater, Stuttgart
- 1763 : Ombre heureuse et Divinité infernale dans Orphée et Euridice (Jean-Georges Noverre), Herzöglichestheater, Stuttgart
- 1764 : le Vent et Servant d’Hercule dans La Mort de Licomède (Jean-Georges Noverre), Herzöglichestheater, Stuttgart
- 1764 : fils d'Egiptus, la Furie et le Guerrier dans Hypermnestre, ou les Danaïdes (Jean-Georges Noverre), Herzöglichestheater, Stuttgart
- 1770 : Jupiter dans Ballo allegorico (Louis d’Auvigny) dans l’opéra Calliroe d'Antonio Sacchini, château de Ludwigsbourg
- 1772 : le Guerrier dans Les Sauvages (Gaëtan Vestris), un acte de l'opéra-ballet Les Indes galantes de Jean-Philippe Rameau, Académie royale de musique, Paris
- 1773 : Polonais et Gaulois dans les scènes de ballet (Gaëtan Vestris) de l'opéra Sabinus de François Joseph Gossec, Opéra royal, château de Versailles
- 1773 : le Guerrier et Polonais dans les scènes de ballet (Gaëtan Vestris) de l'opéra Ernelinde, princesse de Norvège de François-André Danican Philidor, Opéra royal, château de Versailles

## Principaux ballets
- 1767 : Ballets, musique de Florian Johann Deller (?), au Théâtre à Tübingen (dans l’opéra Il cacciatore deluso de Niccolò Jommelli)
- 1768 : Trois ballets, musique de Florian Johann Deller, au château de Ludwigsbourg (dans l’opéra Fetonte de Niccolò Jommelli)
- 1768 : Il matrimonio improvviso, musique de Florian Johann Deller, au château de Ludwigsbourg (dans l’opéra La Schiava liberata de Niccolò Jommelli)
- 1768 : Le astuzie della fata Urgela, musique de Florian Johann Deller, au château de Ludwigsbourg (dans l’opéra La Schiava liberata de Niccolò Jommelli)
- 1770 : Ballo allegorico, musique de Florian Johann Deller, au château de Ludwigsbourg (à l’opera Calliroe de Antonio Sacchini)
- 1770 : La Constance, musique de Florian Johann Deller, au château de Solitude (dans l’opéra L’amore in musica de Antonio Boroni)
- 1770 : Le Ballet polonois, musique de Florian Johann Deller, au château de Solitude (dans l’opéra L’amore in musica de Antonio Boroni)
- 1770 : Les Nimfes de Diane, musique de Florian Johann Deller (?), au château de Solitude (dans l’opéra La buona figliola putta de Niccolò Piccinni)
- 1770 : Le Ballet des masques, musique de Florian Johann Deller (?), au château de Solitude (dans l’opéra La buona figliola putta de Niccolò Piccinni)
- 1770 : La Loterie, musique de Florian Johann Deller (?), au château de Solitude (dans l’opéra La buona figliola maritata de Niccolò Piccinni)
- 1770 : Le Ballet de la chasse dans l’opéra La contessa par amore de Florian Johann Deller, au château de Solitude
- 1770 : Le Vendange dans l’opéra Il spirito di contradizione de Florian Johann Deller (?), au château de Solitude
- 1773 : L’Isle déserte, musique de François-Hippolyte Barthélemon (?), au King's Theatre au Haymarket, Londres (dans l’opéra Il Cid de Antonio Sacchini)
- 1773 : Apollo et Vénus, musique de François-Hippolyte Barthélemon (?), au King's Theatre au Haymarket, Londres (dans l’opéra Apollo et Issea de Gaetano Pugnani)
- 1773 : La Fête du village, musique de François-Hippolyte Barthélemon (?), au King's Theatre au Haymarket, Londres (dans l’opéra Apollo et Issea de Gaetano Pugnani)
- 1773 : Les Sauvages, musique de François-Hippolyte Barthélemon (?), au King's Theatre au Haymarket, Londres (dans l’opéra Apollo et Issea de Gaetano Pugnani)
- 1773 : Les Tartares, musique de François-Hippolyte Barthélemon (?), au King's Theatre au Haymarket, Londres (dans l’opéra Tamerlano de Antonio Sacchini)
- 1773 : Grand Ballet dans l’opéra Orfeo ed Euridice de Christoph Willibald Gluck, au King's Theatre au Haymarket, Londres

## Maître de danse en Pologne

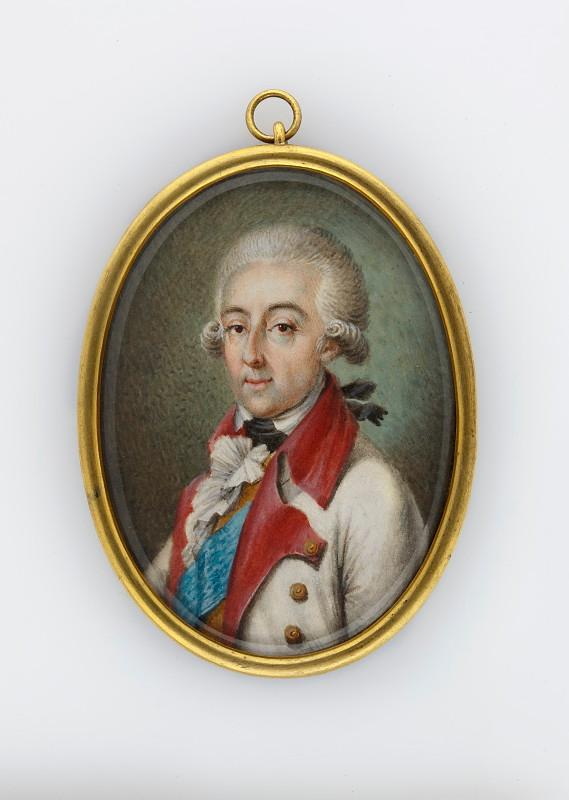
Prince Adam Kazimierz Czartoryski (gouache du Carl d’Auvigny, 1807)

À partir de 1774, il travaille comme professeur de danse en Pologne, à l'Académie du corps des cadets de la noblesse de Varsovie (1774-1794) et dans les résidences de la famille du prince Adam Kazimierz Czartoryski et de sa femme Izabela à Varsovie (le Palais Bleu), à Powązki près de Varsovie (la résidence d'été d'Izabela Czartoryska, sur le modèle du hameau de la Reine de Marie-Antoinette) et à Puławy (le Palais Czartoryski). Plus tard, il travailla à la cour du comte Stanislas Szczęsny Potocki à Tulczyn.
Ses élèves les plus connus à Varsovie :
- Princesse Teresa Czartoryska (1765-1780)
- Princesse Maria Anna Czartoryska (1768-1854)
- Prince Adam Jerzy Czartoryski (1770-1861)
- Prince Konstanty Adam Czartoryski (1777-1860)
- Princesse Zofia Czartoryska (1778-1837)
- Prince Franciszek Sapieha (1772-1829)
- Julian Ursyn Niemcewicz (1757-1841)
- Karol Otto Kniaziewicz (1762-1842)
- Stanisław Fiszer (1769-1812)
- Maurycy Hauke (1775-1830)

Il était le père du peintre miniaturiste Carl (Karl, Charles, Karol) d'Auvigny (1er septembre 1765 à Ludwigsbourg - 4 février 1830 à Varsovie).